# Landkreis Mährisch Schönberg

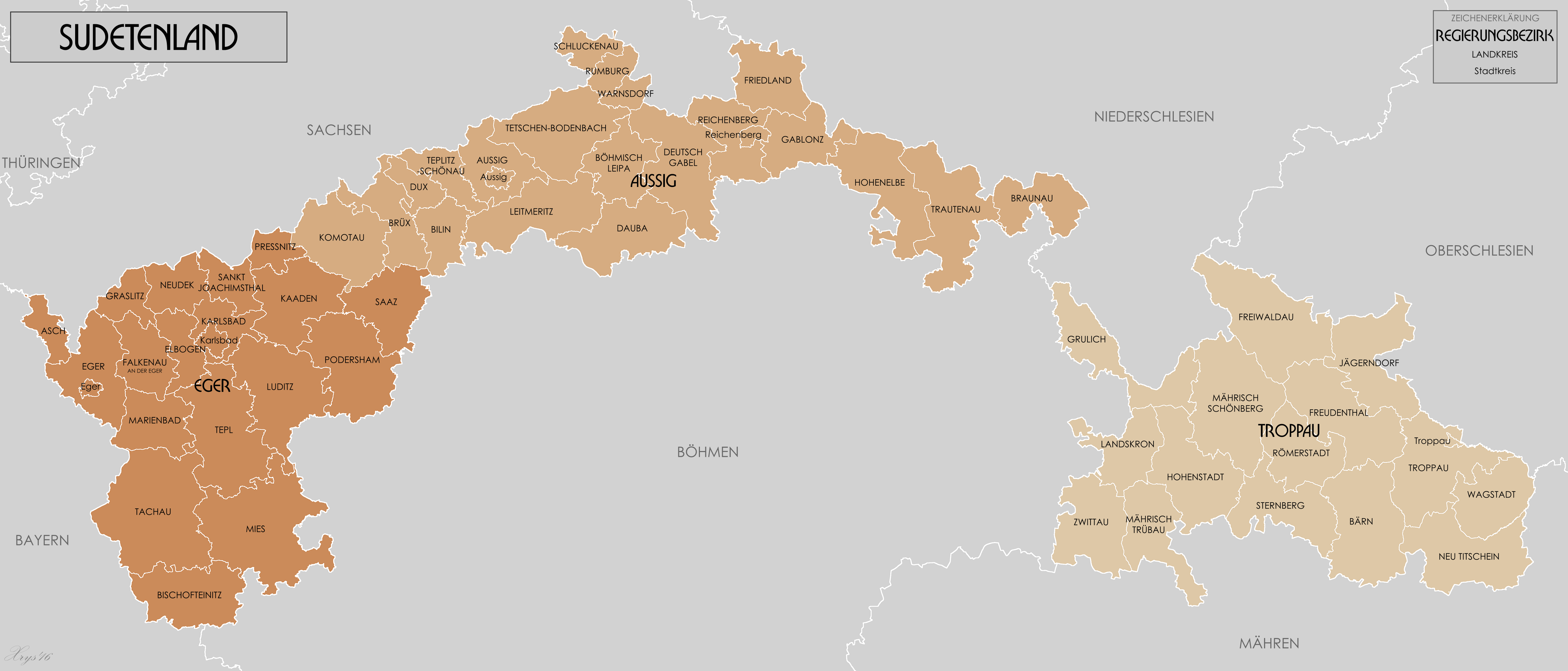
Verwaltungskarte des Reichsgaus Sudetenland

Der deutsche Landkreis Mährisch Schönberg bestand in der Zeit zwischen 1938 und 1945. Er umfasste am 1. Januar 1945:
- 3 Städte, Goldenstein, Mährisch Schönberg und Mährisch Altstadt
- 58 weitere Gemeinden.

Das Gebiet des Landkreises Mährisch Schönberg hatte am 1. Dezember 1930 79.412 Einwohner, am 17. Mai 1939 76.244 Einwohner und am 17. Mai 1947 49.001 Einwohner.

## Verwaltungsgeschichte

### Tschechoslowakei / Deutsche Besatzung
Vor dem Münchner Abkommen vom 29. September 1938 gehörte der Politische Bezirk Mährisch Schönberg (tsch. Šumperk) zur Tschechoslowakei und davor zur Markgrafschaft Mähren, die zum Kaiserreich Österreich-Ungarn gehörte.
In der Zeit vom 1. bis 10. Oktober 1938 besetzten nach Beschluss des Münchner Abkommens deutsche Truppen das Sudetenland. Der Politische Bezirk Šumperk umfasste die Gerichtsbezirke Mährisch Altstadt, Mährisch Schönberg und Wiesenberg. Seit dem 20. November 1938 führte der politische Bezirk Mährisch Schönberg die Bezeichnung „Landkreis“. Er unterstand bis zu diesem Tage dem Oberbefehlshaber des Heeres, Generaloberst Walther von Brauchitsch, als Militärverwaltungschef.

### Deutsches Reich
Am 21. November wurde das Gebiet des Landkreises Mährisch Schönberg förmlich in das Deutsche Reich eingegliedert und kam zum Verwaltungsbezirk der Sudetendeutschen Gebiete unter dem Reichskommissar Konrad Henlein.
Sitz der Kreisverwaltung wurde die Stadt Mährisch Schönberg.
Ab dem 15. April 1939 galt das Gesetz über den Aufbau der Verwaltung im Reichsgau Sudetenland (Sudetengaugesetz). Danach kam der Landkreis Mährisch Schönberg zum Reichsgau Sudetenland und wurde dem neuen Regierungsbezirk Troppau zugeteilt.
Zum 1. Mai 1939 wurde eine Neugliederung der teilweise zerschnittenen Kreise im Sudetenland verfügt. Danach blieb der Landkreis Mährisch Schönberg in seinen bisherigen Grenzen erhalten. Die Gemeinden Glasdörfl, Goldenfluß, Groß Mohrau, Hohenfluß und Klein Mohrau kamen vom  Landkreis Mährisch Schönberg zum Landkreis Grulich.
Bei diesem Zustand blieb es bis zum Ende des Zweiten Weltkriegs.

### Tschechische Republik
Seit 1945 gehörte das Gebiet zunächst wieder zur Tschechoslowakei. Heute ist es ein Teil der Tschechischen Republik.

## Landräte
1939–1945: Gerhard Kessler (* 1903)
ab 1943 vertretungsweise: Walter Marschke (* 1899)

## Kommunalverfassung
Bereits am Tag vor der förmlichen Eingliederung in das Deutsche Reich, nämlich am 20. November 1938, wurden alle Gemeinden der Deutschen Gemeindeordnung vom 30. Januar 1935 unterstellt, welche die Durchsetzung des Führerprinzips auf Gemeindeebene vorsah. Es galten fortan die im bisherigen Reichsgebiet üblichen Bezeichnungen, nämlich statt:
- Ortsgemeinde: Gemeinde,
- Marktgemeinde: Markt,
- Stadtgemeinde: Stadt,
- Politischer Bezirk: Landkreis.

## Ortsnamen
Es galten die bisherigen Ortsnamen weiter, und zwar in der deutsch-österreichischen Fassung von 1918.
1939 wurden die Gemeinden Petersdorf an der Tess und Weikersdorf in die Gemeinde Reitendorf eingegliedert.

## Städte und Gemeinden
(Einwohner 1930/1939)

### Städte
1. Goldenstein (1.331/1.180)
2. Mährisch Altstadt (2.274/2.250)
3. Mährisch Schönberg (15.718/14.753)

### Gemeinden
1. Bartelsdorf (342/322)
2. Benke (192/164)
3. Bladensdorf (507/478)
4. Blaschke (262/215)
5. Blauda (2.892/2.924)
6. Böhmisch Märzdorf (1.090/1.054)
7. Bohutin (494/505)
8. Brattersdorf (980/893)
9. Deutsch Liebau, Markt (4.224/3.909)
10. Ebersdorf (901/859)
11. Eisenberg an der March (982/924)
12. Frankstadt (2.326/2.127)
13. Geppersdorf (1.007/967)
14. Groß Ullersdorf (2.980/3.019)
15. Groß Würben (419/354)
16. Grumberg (726/651)
17. Hannsdorf (3.351/2.995)
18. Heinzendorf an der March (342/311)
19. Heinzendorf unter der Dürren Koppe (282/281)
20. Hermesdorf (3.021/2.710)
21. Hohen Seibersdorf (522/461)
22. Hosterlitz (789/728)
23. Janauschendorf (325/320)
24. Kleppel (256/213)
25. Köhmet (413/389)
26. Kratzdorf (416/409)
27. Krumpisch (619/594)
28. Kunzendorf (477/463)
29. Liebesdorf (443/420)
30. Marschendorf (540/467)
31. Neudorf I (227/222)
32. Neudorf II (666/647)
33. Neu Ullersdorf (1.150/1.122)
34. Nikles (780/726)
35. Olleschau (676/703)
36. Rabenau (1.335/1.365)
37. Rabenseifen (461/463)
38. Rabersdorf (1.416/1.328)
39. Radomühl (430/365)
40. Reigersdorf (595/533)
41. Reitendorf (2.965/6.998)
42. Rudelsdorf (486/460)
43. Schlögelsdorf (331/291)
44. Schönbrunn (1.635/1.566)
45. Spieglitz (437/363)
46. Spornhau (708/658)
47. Stubenseifen (414/359)
48. Tschimischl (486/459)
49. Tschödrich (380/372)
50. Waltersdorf (365/323)
51. Weigelsdorf (861/831)
52. Weikersdorf (1.997/?)
53. Wenzelsdorf (157/150)
54. Wermsdorf (964/861)
55. Wiesenberg (2.154/2.043)
56. Winkelsdorf (685/669)
57. Woitzdorf (536/511)
58. Wüst-Seibersdorf (1.438/1.340)
59. Zöptau (1.457/1.310)